# 阿普氮平
阿普氮平（开发代号：CGS-7525A）是一种有机化合物，化学式C16H19N3，属于四环类抗抑郁药（TeCA），用于治疗重性抑鬱疾患，1980年代开发，从未上市。